# آرنالدو پومودورو
آرنالدو پومودورو (به ایتالیایی: Arnaldo Pomodoro)، مجسمه‌ساز و هنرمند اهل ایتالیا بود. 
وی در سال ۱۹۲۶ در شهر مورچیانو از استان رومانگای ایتالیا به دنیا آمد. وی در سال‌های پایانی عمر در شهر میلان ایتالیا زندگی می‌کند.
وی به واسطه خلق تندیس‌های کروی و ستونی شهرت به سزایی داشت. هنر او از دیدگاه زیبایی‌شناختی از هنر میخی الهام می‌گیرد و توانایی‌های او، وام گرفته از دورهٔ رنسانس در ایتالیا است. ساختار به هم پیوسته در عین حال، شکافته‌شده جزو ویژگی‌های آثار پومودورو است. مجسمه‌های او با شکل‌های هندسی دچار نوعی شکستگی و خوردگی در نمای خود هستند که شکلی متفاوت و جذاب به آن‌ها می‌دهد. معمولاً اشکال هندسی به‌خصوص شکل‌های کروی را به یک‌دست و صاف بودن سطح‌شان می‌شناسند، اما پومودورو با ایجاد شکاف و بریدگی در سطح مجسمه‌هایش، آن‌ها را متمایز و سعی می‌کند، آنچه را که در ذهن دارد، با ایجاد خلاقیت در شکل‌دهی به این مجسمه‌ها، به مخاطبانش منتقل کند.
اکنون بنیادی به نام این هنرمند در میلان فعالیت می‌کند که هدفش حفظ و نگهداری آثار او در سراسر جهان است.
علاقه او به نور باعث شده  ودکه مجسمه‌های هندسی‌اش بیشتر برای نصب در فضاهای باز و عمومی ساخته شوند.
آثار این هنرمند در بسیاری از موزه‌ها و مکان‌های عمومی کشورهای مختلف نصب شده‌اند. برخی از آثار این هنرمند در موزهٔ واتیکان، کالج ترینیتی در دوبلین، مقر سازمان ملل در نیویورک، مدرسهٔ علوم دینی مسیحیت در ایندیاناپولیس، موزه دیانگ در ساندر سانفرانسیسکو، دانشگاه کالیفرنیا در برکلی، دانشگاه تل آویو و موزه هنرهای معاصر تهران نگهداری می‌شوند.
سه اثر از وی در ایران وجود دارد که یکی در مقابل موزه هنرهای معاصر، دیگری در کتابخانه اختصاصی کاخ نیاوران و مورد دیگر مقابل پارکینگ پارک ارم تهران قرار دارد.
اثر برنزی و کروی‌شکل آرنالدو پومودورو که سمت راست در ورودی موزه هنرهای معاصر نصب شده یکی از مجسمه کروی اوست که نمادی از کره زمین است، این مجسمه از سال ۱۹۷۷ در اختیار موزهٔ هنرهای معاصر تهران قرار گرفته و در محوطهٔ بیرونی موزه نصب شده است. جنس این مجسمه، برنز و پتینهٔ طلا است و ۱۵۶ سانتی‌متر ارتفاع دارد.
نصب شدن این مجسمه در فضای باز با تمام محاسنی که دارد، اثر هنری را در معرض آلودگی‌های پایتخت شلوغ ایران قرار داده و بر همین اساس، فعالیت‌های موزه برای ترمیم، نگهداری مناسب و غبارروبی از آن باید به‌صورت برنامه‌ریزی‌شده ادامه داشته باشد. این مجسمه دی‌ماه ۱۳۹۳ با همکاری موزه هنرهای معاصر، سفارت ایتالیا در ایران، بنیاد فیض‌نیا و بنیاد پومودورو غبارروبی شد. مرمت و غبارروبی این مجسمه که نمادی از اهمیت به محیط زیست و پاک نگه داشتن زمین بود، جزو برنامه‌های موزه هنرهای معاصر برای ارتباط با هنر دنیا محسوب می‌شد.

## زندگی شخصی و مرگ
پومودورو در میلان زندگی و کار می‌کرد، جایی که با برادرش، جو پومودورو، همکاری داشت.
پومودورو در ۲۲ ژوئن ۲۰۲۵ در سن ۹۸ سالگی در محل اقامت خود در میلان درگذشت.

## نگارخانه

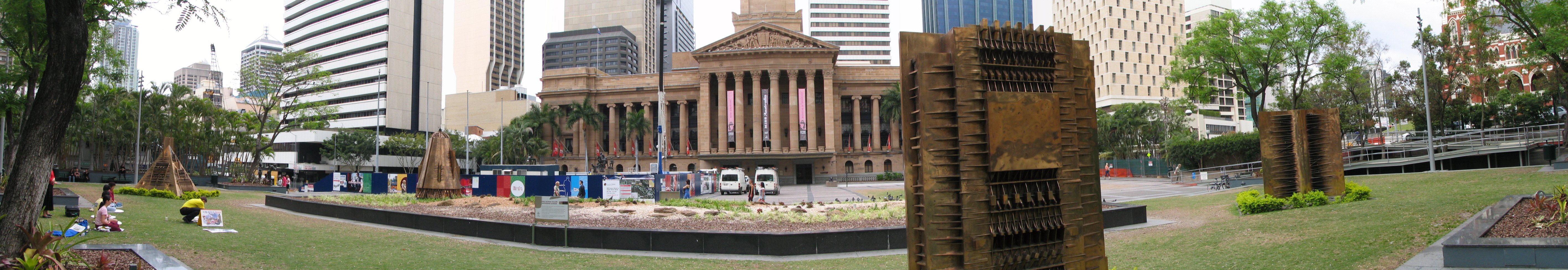
«اشکال اسطوره‌ای» اثر آرنالدو پومودورو ۱۹۸۳، در تالار شهر بریزبن استرالیا.

یکی از چهار ستون پومودورو در پارک امالیهاون در کپنهاگ، دانمارک
کره در کره اثر پومودورو در واتیکان، رم، ایتالیا.
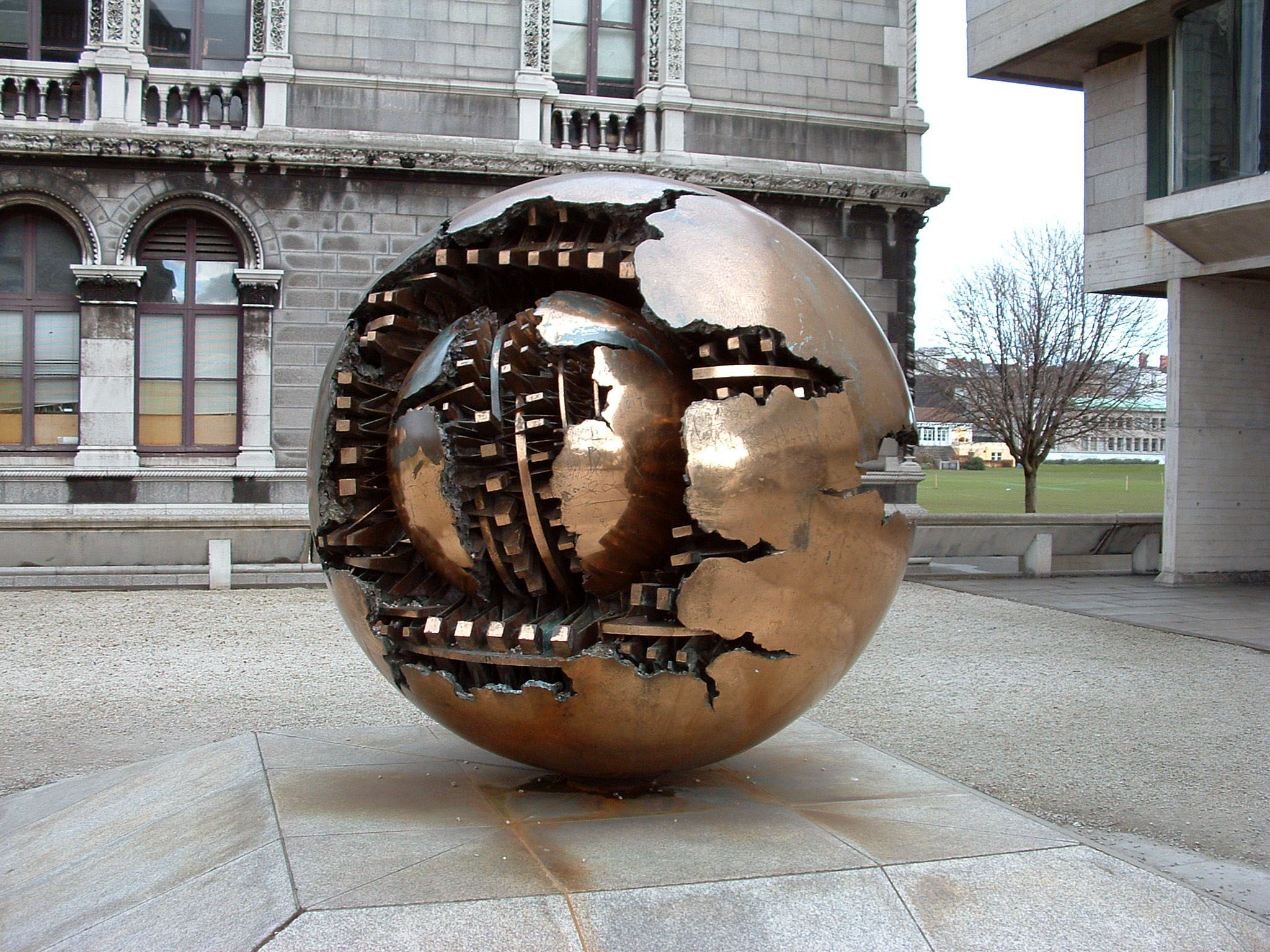
کره در کره اثر پومودورو در کالج ترینیتی، دوبلین، ایرلند.
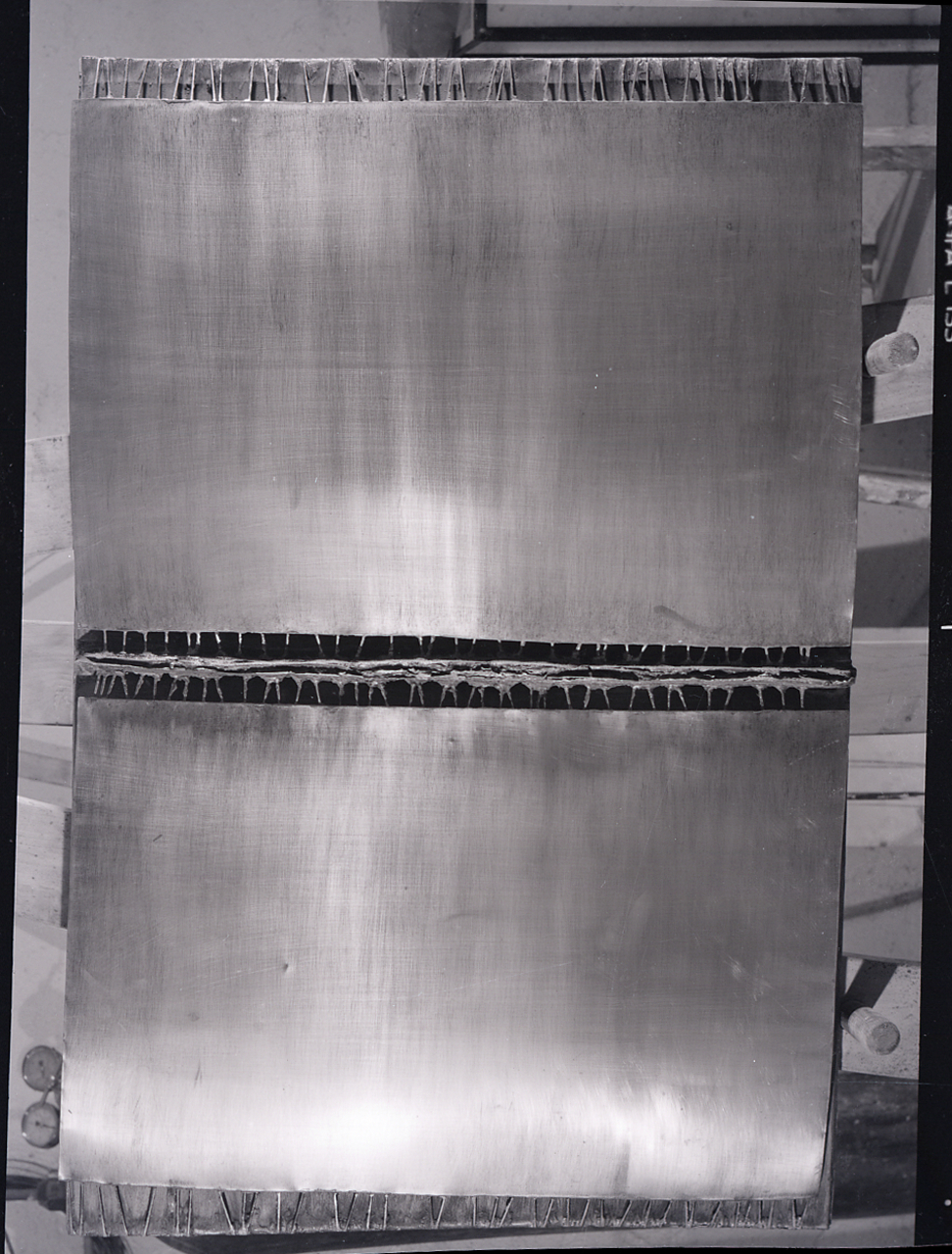
اثر پومودورو ۱۹۶۵